# 강애리자
강애리자(1962년 1월 9일 ~ )는 대한민국의 가수이다.

## 학력
- 한양여자전문대학 도예과 전문학사 (졸업)

## 경력
- 1976년 ~ 1984년 그룹 '작은 별 가족' 멤버

## 영화
- 1975년 작은 별

## 음반
- 2021년 작은 별 부부
- 2020년 작은 별 부부 Vol.1 (의리 부부)
- 2020년 이런 된장 Vol.1
- 2017년 분홍립스틱 강애리자 애창곡 모음 1,2집
- 2016년 여자는 무엇으로 사는가
- 1976년 TV 만화영화 주제가 모음 '어린이 왕국'(서라벌레코드)
- 1975년 작은별 가족 1집 '나의 작은 꿈'

## 가족 관계
- 아버지 : 강문수 (1923년 ~ 2022년 2월 14일)
- 어머니 : 주영숙 (1932년 ~ )
- 첫째 오빠 : 강인호
- 둘째 오빠 : 강인혁
- 셋째 오빠 : 강인엽 (1957년 ~ )
- 넷째 오빠 : 강인경
- 남동생 : 강인구 (1963년 ~ )
- 남동생 : 강인봉 (1966년 ~ )
- 배우자 : 박용수